# Андре Кейперс
Андре́ Ке́йперс (нід. André Kuipers, 'kœypərs) — нідерландський лікар та космонавт Європейського космічного агентства (ЄКА), здійснив 1 космічний політ (тривалістю 10 діб 20 годин 48 хвилин 46 секунд). Кейперс — другий за рахунком голландець (третій — з народжених у Нідерландах), який побував у космосі.
Другий політ в космос за участю Кейперса почався 21 грудня 2011 року на кораблі «Союз». 23 грудня корабель пристикувався до МКС.

## Біографія
Андре Кейперс народився 5 жовтня 1958 року в Амстердамі. В 1977 році Кейперс закінчив середню школу та поступив до Амстердамський університету, де через 10 років, у 1987 році отримав ступінь доктора медицини.
У період з 1987 по 1988 рік Кейперс служив у Королівських військово-повітряних силах (ВПС) Нідерландів, де в складі медичного корпусу займався вивченням авіаційних подій, що трапилися в результаті просторової дезорієнтації пілота.
З 1989 року Андре працював у дослідному відділі Космічного медичного центру в Соестерберзі. Там він займався вивченням процесів адаптації астронавтів у космосі (зокрема контактних лінз для пілотів, вестибулярного апарату, кров'яного тиску, мозкового кровообігу). Там Кейперс здійснював перевірки пілотів і контроль тренувань на центрифузі, проводив заняття з пілотами із психологічних аспектів космічного польоту.
В 1991 році Андре Кейперс став одним з п'яти фіналістів національного набору до першої команди астронавтів ЄКА. Брав участь у європейському відборі (серед 25 півфіналістів), але до команди зарахований не був. Замість цього Андре почав працювати в медичних установах ЄКА, де брав участь у підготовці та реалізації багатьох біологічних експериментів, проведених агентством.
Восени 1998 року спільним рішенням генерального директора ЄКА та міністра економіки Нідерландів, Кейперс був зарахований до команди астронавтів (оголошення було зроблено 5 жовтня генеральним директором ЄКА Антоніо Родота (англ. Antonio Rodota) на виставці Space Expo в Нордвейку, Нідерланди). І вже в липні 1999 року Андре приступив до підготовки в Європейському центрі астронавтів, яку завершив у 2002 році (базовий загальнокосмічний курс).
На початку грудня того ж року Кейперс був включений як бортінженер до складу першого екіпажа 6-й російської експедиції відвідування (ЕВ) Міжнародної космічної станції (МКС), але після катастрофи шатлу «Колумбія» усі екіпажі були скорочені до двох осіб та переформовані. У 2003 році Андре Кейперс пройшов підготовку у складі дублюючого екіпажу експедиції відвідування (ЕВ-5) як бортінженер. Того ж року Кейперс був затверджений у складі ЕВ-6 та основного екіпажу «Союз ТМА-4».

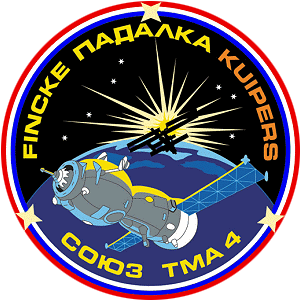
Союз ТМА-4

### Перший політ
Андре Кейперс здійснив свій перший політ як бортінженер-1 на борту космічного корабля (КК) «Союз ТМА-4», у складі 9-ї основної експедиції на МКС (разом з командиром екіпажу Геннадієм Падалкою та бортінженером Майклом Фінком). Старт «Союз ТМА-4» відбувся 19 квітня 2004 року. З 21 квітня Андре працював на станції МКС за європейською програмою.
Посадка була здійснена 30 квітня на КК «Союз ТМА-3» разом з екіпажем 8-ї експедиції (у складі командира Майкла Фоул і бортінженера Олександра Калері). Загальна тривалість польоту Кейперса склала 10 діб 20 годин 48 хвилин 46 секунд.

### Навколокосмічна діяльність
У період з 16 січня по 27 січня 2007 року Андре Кейперс брав участь у тренуваннях з виживання, що проходили в підмосковному лісі, у складі умовного екіпажу разом з Олегом Кононенко та Робертом Терском.
У серпні 2007 року Кейперс спільним рішенням Роскосмоса та NASA був включений до складу дублюючого екіпажу МКС-20 (як бортінженер). NASA офіційно підтвердило це призначення 12 лютого 2008 року.
З 22 червня по 28 червня 2008 року Андрій Кейперс, у складі умовного екіпажу разом з Крістофером Хедфілдом та Максимом Пономарьовим, брав участь у тренуваннях з посадки на воду, які проходили в Севастополі.

### Другий політ
5 серпня 2009 року генеральний директор ЄКА офіційно оголосив про включення Андре Кейперса до складу екіпажу 30-ї експедиції на МКС. 7 жовтня 2009 року це призначення було підтверджено NASA (прес-реліз № 09-233). Старт корабля «Союз ТМА-03М» відбувся 21 грудня 2011 року. Андре увійшов до складу 30-ї та став бортінженером 31-ї довготривалих експедицій МКС. 1 липня 2012 в 8:14:34 UTC (12:14:34 мск) спусковий апарат корабля «Союз ТМА-03М» приземлився в Казахстані.
Тривалість польоту склала 192 діб 18 годин 58 хвилин.